# Francillon-sur-Roubion
Francillon-sur-Roubin ist eine Gemeinde mit 185 Einwohnern (Stand: 1. Januar 2022) am Fluss Roubion in Südfrankreich. Sie gehört zur Region Auvergne-Rhône-Alpes (vor 2016 Rhône-Alpes), zum Département Drôme, zum Arrondissement Die und zum Kanton Dieulefit. Die Bewohner werden Francillonnais und Francillonnaises genannt.
Nachbargemeinden sind Saou im Norden, Mornans im Osten, Le Poët-Célard im Südosten, Félines-sur-Rimandoule im Südwesten und Soyans im Westen.

## Bevölkerungsentwicklung
| Jahr                       | 1962 | 1968 | 1975 | 1982 | 1990 | 1999 | 2008 | 2016 |
| -------------------------- | ---- | ---- | ---- | ---- | ---- | ---- | ---- | ---- |
| Einwohner                  | 124  | 119  | 122  | 133  | 124  | 140  | 175  | 192  |
| Quellen: Cassini und INSEE |      |      |      |      |      |      |      |      |

## Sehenswürdigkeiten
- Pfarrkirche Saint-Pierre aus dem 11. Jahrhundert

## Weblinks

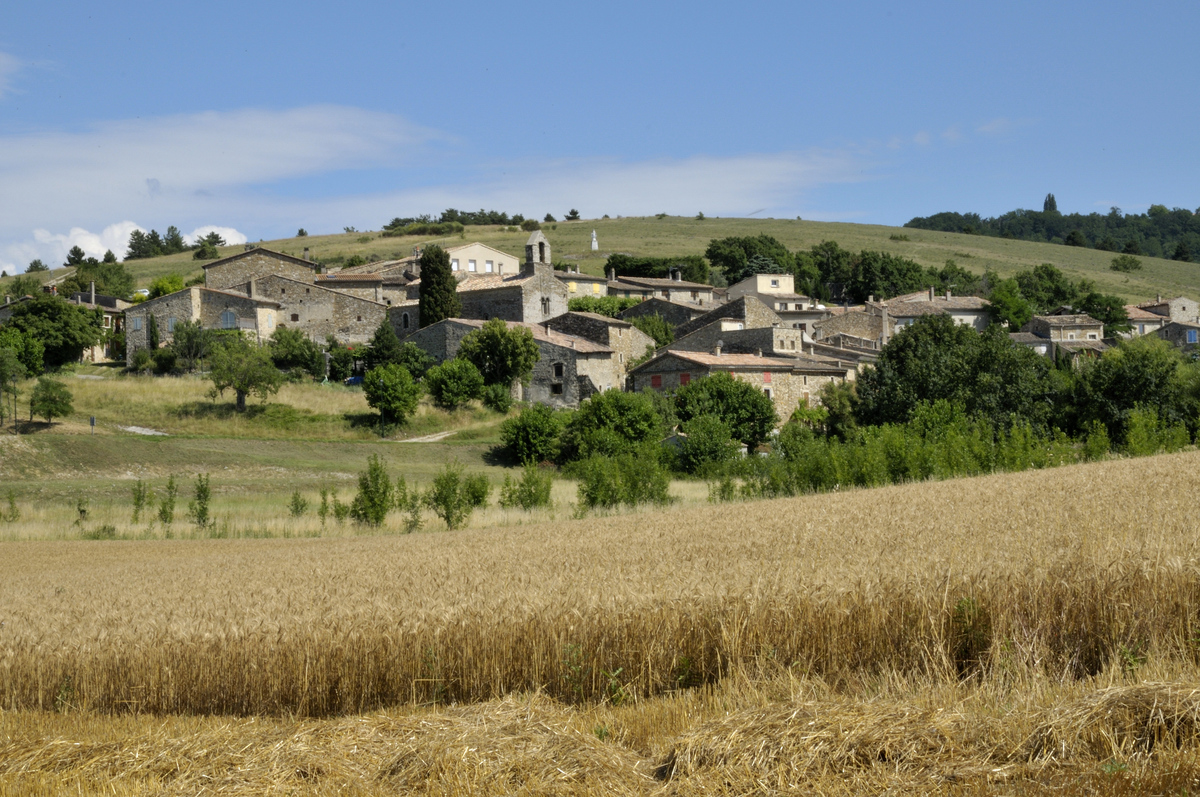
Ortsansicht